# 梁晨
梁晨（1989年2月25日—）是一位来自中华人民共和国的女子网球运动员，在WTA的单打职业最高排名为第342名，双打最高排名为第35名。